# 相田裕
相田裕（日語：あいだ ゆう，1977年11月8日—），日本漫畫家、插畫家。畢業於明治大學。代表作為《GUNSLINGER GIRL》，他本人也在此作的動畫第二期中擔任監修、系列設定等工作。

## 作品

### 漫畫
- GUNSLINGER GIRL（電擊大王，100話完结；單行本共15卷）
- 1518!（Big Comic Spirits、2014年37・38合併號 - 2019年15號、小學館、單行本全7卷）
- 勇者一生死一回（暫譯）（勇気あるものより散れ）（Young Animal、2021年No.5 - 連載中、白泉社、已發行5卷）

### 短篇
- FLOWERS（彩色短篇，連載於Comic Megafreak）

### 插畫
- BITTERSWEET FOOLS（原畫、人物設定）

## 外部連結
- （日語）
- JEWEL BOX （页面存档备份，存于） - 相田裕同人站點（日語）
- 神槍少女DB（日語）
- 相田裕的X（前Twitter）（日語）